# 菱川柳谷
菱川 柳谷（ひしかわ りゅうこく、生没年不詳）とは、江戸時代の浮世絵師。

## 来歴
師系不明。柳こく、春暁斎、丹青斎と号す。勝川春章の門人勝川春喬と同一人であるともいわれるが明らかではなく、また文化の頃に平戸藩士で「柳谷」または「樵者」と名乗った画家がいたというが、これも同一人であるかは不明である。作画期は享和から文化にかけてのころで、喜多川歌麿風の錦絵の美人画が多く肉筆画も残している。文化年間には黄表紙や合巻の挿絵も描く。

## 作品
- 『雙子山仇討話』　合巻　※文化6年（1809年）刊行、竹塚東子作
- 「風流和哥三夕」　大判錦絵
- 「鶴屋内在原」　大判錦絵
- 「鶴屋内真砂地」　大判錦絵
- 「扇屋内瀧川」　大判錦絵　千葉市美術館所蔵
- 「八百屋お七」　柱絵錦絵
- 「遊宴図」　紙本着色　千葉市美術館所蔵